# Star Wars, épisode VIII : Les Derniers Jedi (roman)
Pour les articles homonymes, voir Star Wars, épisode VIII : Les Derniers Jedi (homonymie).
Star Wars, épisode VIII : Les Derniers Jedi (titre original : Star Wars Episode VIII: The Last Jedi) est une novélisation du film du même nom écrite par Jason Fry (sur un scénario de Rian Johnson) et publiée aux États-Unis par Del Rey Books le 6 mars 2018, puis traduite en français et publiée par les éditions Fleuve le 12 avril 2018,.
Ce livre relate les événements se déroulant dans le film. L'action se situe trente-quatre ans après la bataille de Yavin.